# Arac
Der Arac ist ein Fluss in Frankreich, der im Département Ariège in der Region Okzitanien verläuft. Er entspringt anfangs unter dem Namen Ruisseau des Anglades in den Pyrenäen, nordwestlich des Pic des Trois Seigneurs, im Gemeindegebiet von Le Port. Er fließt generell in Richtung Nordwest bis West durch den Regionalen Naturpark Pyrénées Ariégeoises und mündet nach rund 27 Kilometern im Gemeindegebiet von Soulan als rechter Nebenfluss in den Salat.

## Orte am Fluss
(Reihenfolge in Fließrichtung)
- Le Port
- Massat
- Biert
- Castet d’Aleu, Gemeinde Aleu